# Kapiʻolani
Titre
Reine consort d'Hawaï
12 février 1874 – 20 janvier 1891
Signature
Kapiʻolani, de son nom complet Kapiʻolani Napelakapuokakaʻe, née le 31 décembre 1834 à Hilo et morte le 24 juin 1899, à Waikiki, est l'épouse de David Kalākaua, roi d'Hawaï, et reine consort de 1874 à 1891. Après le décès de son époux, elle est alors connue en tant que reine douairière.
Profondément préoccupée par la santé et le bien-être des natifs d'Hawaï, Kapiʻolani crée le Kapiʻolani Home for Girls, pour l'éducation des filles des résidents de la colonie de la lèpre à Kalaupapa et la maternité Kapiʻolani, où les mères et les nouveau-nés hawaïens peuvent recevoir des soins.

## Jeunesse

### Naissance et famille
Kapiʻolani naît le 31 décembre 1834 à Hilo, sur l'île d'Hawaï. Elle est issue d'un milieu aristocratique, et la fille de Kūhiō Kalanianaʻole, commandant sur l'île de Hilo, et de son épouse Kinoiki Kekaulike, elle-même originaire de l'île de Kauai,,,, . Ses deux plus jeunes sœurs sont Virginia Po'omaikelani (1839-1895), qui a épousé Hiram Kahanawai, et Victoria Kekaulike (1843-1884), qui fut la maîtresse de David Kalākaua.
Son nom complet de naissance est Kapiʻolani Napelakapuokakaʻe. Son homonyme est sa grand-tante, la cheffe Kapiʻolani (en), qui cueillait les baies ʻōhelo et défiait ouvertement la déesse Pélé pour démontrer, de façon dramatique, sa nouvelle foi dans le christianisme,. Kapiʻolani est composé de trois mots (ka pi'o lani) et signifie littéralement, en français : l'arc [du] ciel (les arcs-en-ciel signifiaient la présence de la royauté). Son nom secondaire, Napelakapuokakaʻe, signifie en français : la chair sacrée de Kakae.

### Éducation

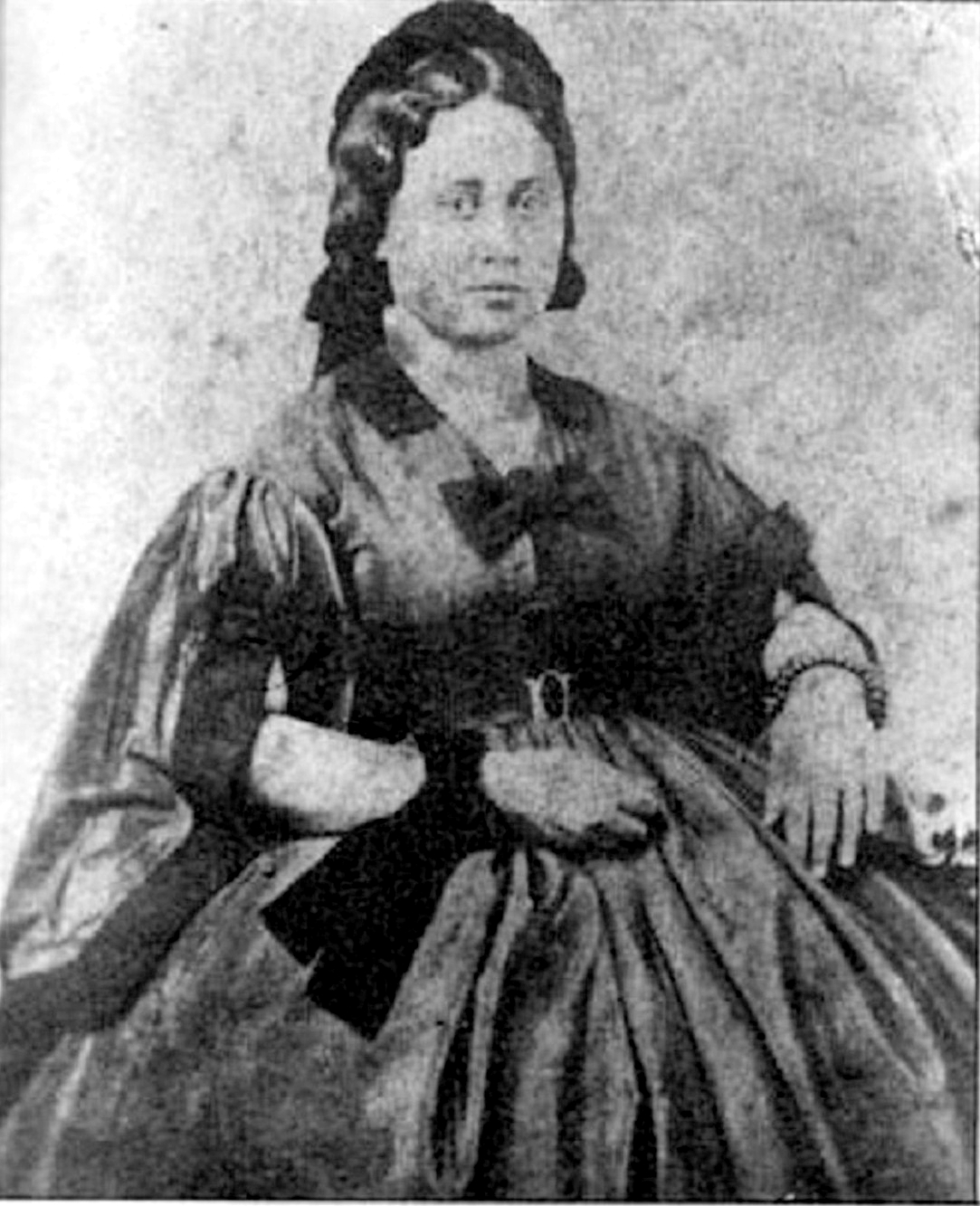
Kapiʻolani en 1863.

Elle est élevée sur l'île d'Hilo, jusqu'à l'âge de huit ans, puis elle est envoyée dans le district de Kona, à l'ouest de l'île d'Hawaï. Elle part ensuite pour la capitale, à Honolulu, à l'âge de seize ans et passe sous la tutelle de certains membres de la famille royale dont le roi Kamehameha III.
Kapiʻolani est élevée pour lire et écrire l'hawaïen. Bien qu'elle ait appris à comprendre quelques mots et phrases en anglais, comme de nombreux natifs d'Hawaï, elle n'a jamais appris à le parler couramment et doit faire appel à un traducteur hawaïen pour communiquer avec des anglophones,,,,. Kapiʻolani devient membre de l'Église anglicane d'Hawaï après sa création, en 1862,,.

## Vie conjugale

### Première union
Le Modèle:Dat-, Kapiʻolani épouse Bennett Nāmākēhā, membre de la Chambre des nobles d'Honolulu. Elle a presque dix-huit ans, tandis que son mari a trente ans de plus qu'elle. Il est l'oncle de la reine Emma, épouse du roi Kamehameha IV. Par ce mariage, Kapiʻolani devient la tante par alliance de la reine Emma, dont elle est la dame de compagnie la plus haut placée,.
Nāmākēhā et Kapiʻolani n'ont pas d'enfants, bien qu'une grossesse ait entraîné une fausse couche. Pour sa santé, le couple voyage, pendant des mois, sur le Morning Star, un navire missionnaire, parmi les îles Gilbert (aujourd'hui les Kiribati), mais en vain. Nāmākēhā et Kapiʻolani sont nommés gouverneurs du prince Albert Kamehameha, le seul enfant du couple royal et héritier du trône. Kapiʻolani est l'infirmière en chef de l'enfant royal. Le prince meurt à l'âge de quatre ans, le 27 août 1862, probablement d'une appendicite,.

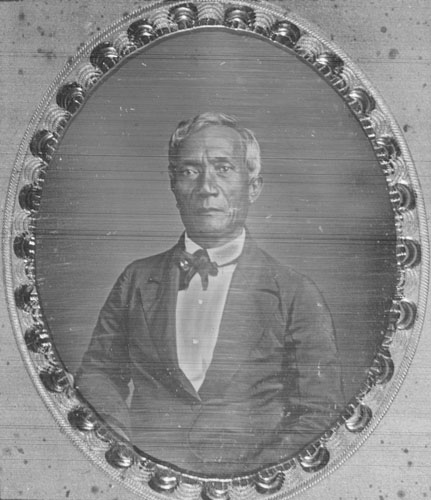
Bennett Nāmākēhā, premier époux de Kapiʻolani.

L'historienne Helena G. Allen affirme plus tard que la reine Emma avait rendu Kapiʻolani responsable de la mort de l'enfant. Le prince était sous la garde de Kapiʻolani lorsqu'il a été aspergé d'eau froide par le roi pour le calmer pendant une crise de colère. On pensait traditionnellement que cela avait provoqué la fièvre cérébrale qui a tué le prince,. L'historien George Kanahele conclut qu'il y a peu ou pas de preuves de cette animosité. La reine Emma a écrit à Kapiʻolani une réponse très aimable dans sa lettre de mars 1863 : « Chère Kapiʻolani, ma compagne dans la prise en charge de mon fils. Tu étais la préférée de mon fils, ta poitrine doit être remplie de douleur. Tu étais notre troisième compagnon.... »
En visite chez les dignitaires britanniques, Jane Griffin et sa nièce Sophia Cracroft rencontrent « Madame Nāmākēhā » en juin 1861. Cracroft écrit :

« Finalement, elle [la reine Emma] a cédé, mais elle a fait venir l'infirmière du prince Albert, dont nous n'avions jamais entendu parler auparavant. Elle est la veuve d'un petit chef et remplit ses fonctions de manière exceptionnelle. Elle est plutôt jeune et très belle, habillée comme nous, et en deuil. Elle est partie avec nous, mais le cher petit enfant n'a pas voulu rester tranquille - il était parfaitement bien. »

### Second mariage

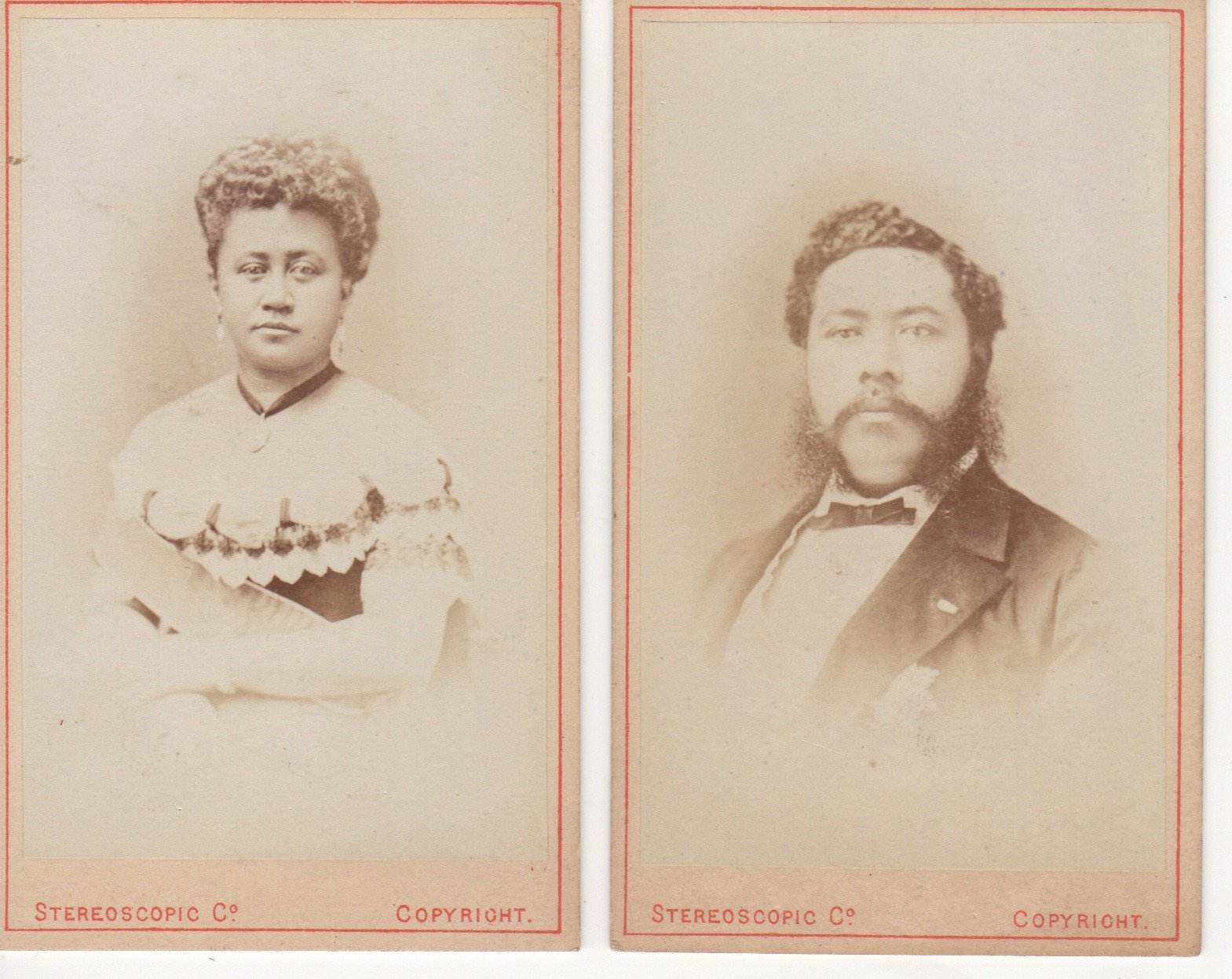
Photographie de Kapiʻolani et de son second époux, David Kalākaua.

Nāmākēhā meurt le 27 décembre 1860 à Honolulu,. Kapiʻolani se remarie le 19 décembre 1863, avec le prince David Kalākaua, cousin de la Maison royale des Kamehameha, lors d'une cérémonie discrète, menée par un pasteur anglican. Leur mariage est fortement critiqué car il se déroule pendant le temps de deuil du défunt roi Kamehameha IV,. Son second mari est un prétendant aux hautes responsabilités et un homme politique qui a servi à la Chambre des nobles, au Conseil privé d'État et a occupé de nombreux autres postes, à la cour et au gouvernement, sous les règnes de Kamehameha IV, Kamehameha V et Lunalilo,.
Leur mariage reste sans enfant. Une analyse clinique sur la cause du décès de Kalākaua conduit à spéculer que le roi pourrait avoir été infertile puisque Kapiʻolani avait fait une fausse couche lors de son précédent mariage. Cependant, la naissance de trois fils illégitimes, engendrer par le roi et sa maîtresse Victoria Kekaulike, sœur cadette de Kapiʻolani, vient faire taire les rumeurs d'infertilité concernant le roi Kalākaua. Ainsi, la reine décide d'adopter les enfants naturels de sa jeune sœur, Victoria Kekaulike. Kapiʻolani adopte officiellement David Kawānanakoa, Jonah Kūhiō Kalanianaʻole et Edward Abnel Keliʻiahonui. En 1883, Kalākaua fait de ses enfants naturels, qui sont également les neveux de Kapiʻolani, des princes d'Hawaï avec l'appellation d'altesse en l'honneur de son couronnement,. Le roi octroie également à ses fils le droit d'accéder au trône dans le cas où la branche directe légitime de la Maison des Kalākaua viendrait à disparaitre (ce qui se passe en 1933 avec le décès du prince John Owen Dominis).

## Reine consort d'Hawaï

### Couronnement

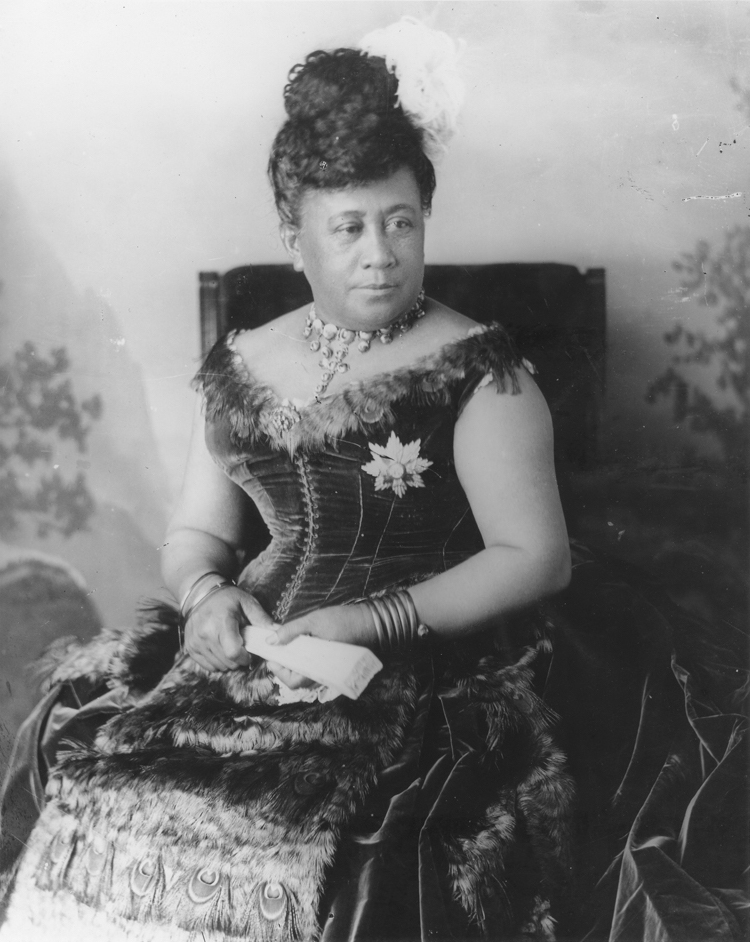
Photographie de la reine Kapiʻolani.

Bien qu'il ait échoué dans sa tentative de monter sur le trône, en 1873, Kalākaua défait la reine douairière Emma, pour succéder à Lunalilo (dernier descendant du roi Kamehameha Ier), en tant que monarque d'Hawaï, le 12 février 1874. Kapiʻolani devient reine consort d'Hawaï lors de l'accession de son mari au trône. L'un des premiers actes du couple est de mener une visite royale des îles de l'archipel hawaïen. De mars à mai 1874, ils effectuent une tournée des principales îles hawaïennes, à savoir Kauai, Maui, Hawaï, Molokai et Oahu. Le couple royal est accueilli, avec enthousiasme, par la population,.
Kalākaua et Kapiʻolani sont couronnés, lors d'une cérémonie, le 12 février 1883,,. Cela leur avait été refusé, en 1874, en raison des troubles civils qui ont suivi l'élection. Sur la proposition du ministre des finances Walter M. Gibson, la législature de 1880 alloue 10 000 $ pour la cérémonie. Celle-ci ainsi que les événements festifs connexes sont étalés sur une période de deux semaines. Un pavillon spécial, de forme octogonale et une tribune sont construits pour la cérémonie du 12 février 1883. Les préparatifs sont prévus pour une foule prévue de plus de 5 000 personnes, avec des chaises de jardin pour accueillir tout débordement. Deux couronnes d'or et de pierres précieuses sont commandées au Royaume-Uni, tandis que les armoires de Kapiʻolani, et celles des autres dames royales et leurs accompagnateurs, sont également commandés à l'étranger.
Kalākaua et Kapiʻolani, accompagnés de leur suite royale, sortent du palais pour se rendre sur le lieu de l'événement. Le couronnement est précédé par le chant d'un chœur et la lecture officielle des titres officiels du roi. La couverture médiatique indique que « le roi avait l'air mal à l'aise ». Le juge en chef de la Cour suprême d'Hawaï, Albert Francis Judd, prononce le serment de fonction devant le roi. La couronne est ensuite remise à Kalākaua, qui la place sur sa tête. Kalākaua pose ensuite la plus petite couronne sur la tête de Kapiʻolani et déclare : « Je place cette couronne sur votre tête pour partager les honneurs de mon trône ». Selon un récit ultérieur, le roi a du mal à placer la couronne sur la chevelure perfectionnée de la reine. Ses dames d'honneur essayent en vain de réarranger ses épingles à cheveux et ses peignes, mais la couronne ne peut toujours pas être mise en place. Le roi s'empresse donc de la placer sur sa tête, ce qui la fait grimacer de douleur,.
La cérémonie se termine par le chant de la chorale et une prière. Une réception post-couronnement, prévue par Kalākaua et Kapiʻolani, est annulée sans préavis. De nos jours, le pavillon du couronnement de Kalākaua sert de kiosque pour la Royal Hawaiian Band. Ce soir-là, le couple royal organise un dîner d'État, et un lūʻau a lieu plus tard dans la journée. Le hula est pratiqué tous les soirs dans l'enceinte du palais. Des régates, des courses de chevaux et un certain nombre d'événements ont accompagné la période de célébration. En raison des conditions météorologiques, l'illumination du palais et du terrain, prévues le jour du couronnement, a lieu une semaine plus tard et le public est invité à y assister. Des feux d'artifice illuminent le ciel du palais et du Punchbowl Crater. Un grand bal est organisé le soir du 20 février.

### Philanthropie médicale

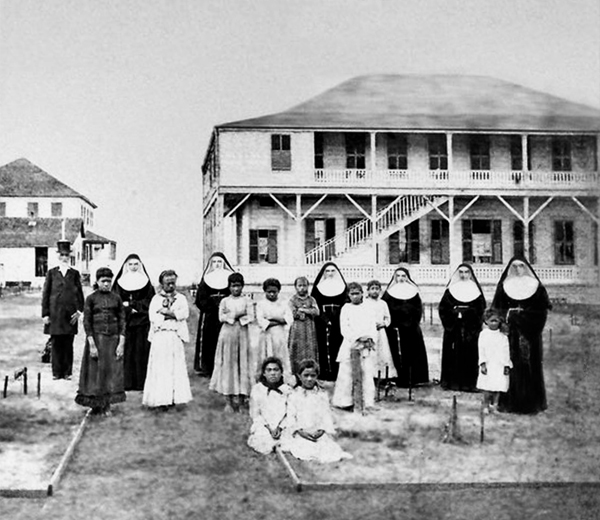
Les sœurs de Saint-François et le premier ministre, Walter M. Gibson, au foyer pour jeunes filles de Kapiolani (1886).

Kapiʻolani partage avec son mari Kalākaua, la vision de « Hoʻolulu Lāhui » (en français : améliorer la nation) et elle s'intéresse aux problèmes de santé de la population hawaïenne de l'époque. Elle crée la Kapiʻolani Maternity Home, où les mères hawaïennes, ainsi que leurs nouveau-nés, peuvent recevoir des soins.
Kapiʻolani visite fréquemment l'hôpital de Kakaʻako à Oahu, qui sert de maison d'accueil pour les lépreux de toutes les îles, et se lie d'amitié avec Marianne Cope et les autres Sœurs de Saint François. La sœur Leopoldina Burns décrit plus tard comment la reine s'asseyait avec les sœurs pour boire du café et essayer d'apprendre les langues des autres.
Le 21 juillet 1884, Kapiʻolani visite la colonie de lépreux de Kalaupapa sur l'île de Molokai. Elle est accompagnée de sa belle-sœur, la princesse Liliʻuokalani, du mari de cette dernière, John Owen Dominis et du Dr Eduard Arning,,. La reine rencontre le père Damien, le prêtre belge qui s'occupe des patients depuis dix ans, et fait le tour de la péninsule, y compris les maisons des malades d'Ambrose K. Hutchison. L'une des préoccupations que Hutchison porte à l'attention de la reine concerne le bien-être des enfants non prisonniers, vivant sur l'île et nés de couples atteints de la lèpre. Kapiʻolani promet de construire un foyer pour ces enfants. Après la visite royale, les conditions de vie des patients s'améliorent considérablement.
Le 9 novembre 1885, le Kapiʻolani Home for Girls (Kakaʻako) est fondé pour l'éducation des filles de parents atteints de la lèpre, grâce à des fonds collectés par l'organisation caritative de la reine. Kalākaua et Kapiʻolani officient à la cérémonie d'inauguration avec Walter Murray Gibson, qui est également président du Conseil de la santé. Au cours de la cérémonie, la reine ouvre les portes du foyer et remet la clé à la mère Marianne Cope,,,. À la même occasion, Cope est décorée de l'Ordre Royal de Kapiʻolani, par le roi, pour ses services rendus aux Hawaïens, atteints de la lèpre.

### Jubilé d'or de la reine Victoria

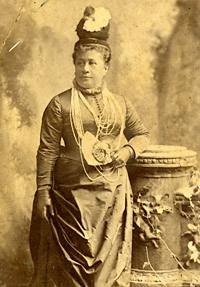
La reine Kapiʻolani portant le collier Niʻihau lors de la célébration du jubilé de la reine Victoria (mai 1887).

En avril 1887, Kalākaua envoie une délégation pour assister au jubilé d'or de la reine Victoria à Londres. Elle comprend la reine Kapiʻolani, la princesse Liliʻuokalani et le mari de celle-ci, John Owen Dominis, ainsi que le chambellan de la Cour, le colonel Curtis P. Iaukea, agissant en tant qu'envoyé officiel du roi et le colonel James Harbottle Boyd, agissant en tant qu'aide de camp de la reine,.
Le groupe débarque à San Francisco et traverse les États-Unis pour se rendre à Washington, Boston et New York, où il embarque sur un navire à destination du Royaume-Uni. Pendant leur séjour dans la capitale américaine, ils sont reçus par le président Grover Cleveland et son épouse Frances,.
À Londres, Kapiʻolani et Liliʻuokalani obtiennent une audience avec la reine Victoria, au palais de Buckingham. Elle salue avec affection les deux membres de la famille royale hawaïenne et rappelle la visite de Kalākaua, en 1881. Ils assistent au service spécial du jubilé à l'abbaye de Westminster et prennent place avec d'autres invités royaux étrangers, ainsi qu'avec des membres de la famille royale. Kapiʻolani portait une robe à plumes de paon, conçue par son écuyer spécial, James Washington Lonoikauoalii McGuire.
Peu après les célébrations du jubilé, ils apprennent l'existence de troubles politiques à Hawaï. Sous menace de mort, Kalākaua est forcé de signer la Constitution de 1887, qui limite le pouvoir du monarque et augmente l'influence des intérêts euro-américains au sein du gouvernement. Le parti royal annule sa tournée en Europe et retourne à Hawaï,.

## Fin de vie

### Veuvage et chute de la monarchie

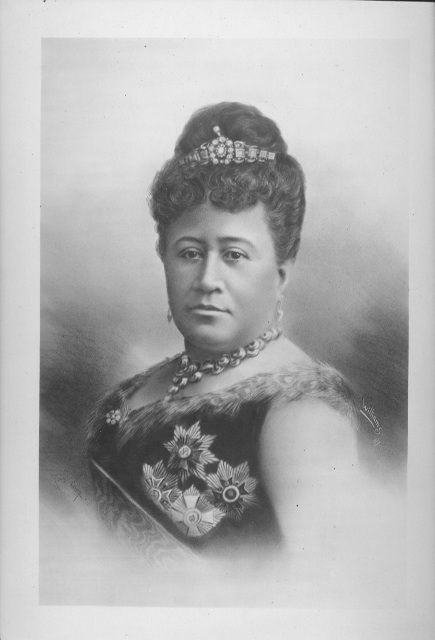
Portrait de la reine Kapiʻolani.

Sa santé déclinant, le roi Kalākaua se rend en Californie, à bord de l'USS Charleston, le 25 novembre 1890. En voyage, le roi subit une attaque à Santa Barbara et est ramené d'urgence à San Francisco. Il y meurt deux jours plus tard, le 20 janvier,. La nouvelle de la mort de Kalākaua ne parvient à Hawaï que le 29 janvier, lorsque l'USS Charleston rentre à Honolulu avec la dépouille du roi,.
Après la mort de son mari et l'accession au trône de sa belle-sœur Liliʻuokalani, la reine douairière Kapiʻolani se retire de la vie publique et assiste rarement aux événements officiels. Liliʻuokalani règne pendant deux ans avant d'être renversée, le 17 janvier 1893. Après une brève transition sous le gouvernement provisoire, la république d'Hawaï est établie le 4 juillet 1894, avec Sanford Ballard Dole comme président. Pendant cette période, le gouvernement de facto, qui est composé en grande partie de résidents d'origine américaine et européenne, cherche à annexer les îles aux États-Unis, contre la volonté des indigènes hawaïens qui veulent rester une nation indépendante, dirigée par la monarchie, ,.
Kapiʻolani vit le reste de sa vie dans sa résidence privée Pualeilani à Waikiki, où se trouve désormais le Hyatt Regency Waikiki. Avant sa dernière maladie, elle cède ses vastes propriétés foncières, d'une valeur de plus de 250 000 dollars, à ses neveux, les princes Kawānanakoa et Kūhiō.

### Dernières années
Sa santé commence à se dégrader deux ans avant sa mort et elle subit trois attaques cérébrales pendant cette période. Pendant ses derniers jours, elle est dans un état comateux et elle meurt le 24 juin 1899, à l'âge de soixante-quatre ans.

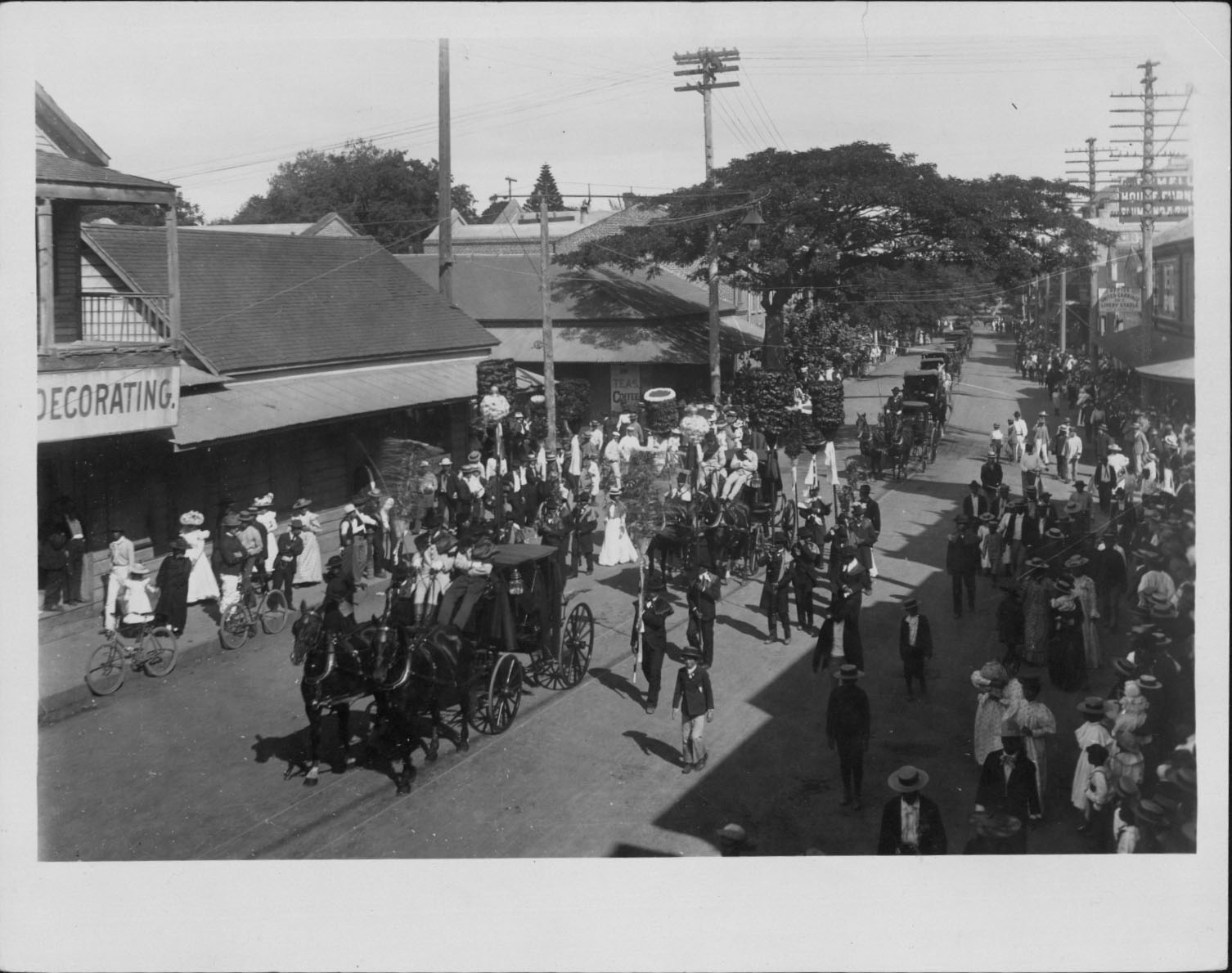
Convoi funéraire de la reine Kapiolani.

Hawaï est annexée aux États-Unis, par une résolution commune du Congrès, le 12 août 1898, mais le gouvernement territorial n'est officiellement établi que le 30 avril 1900. Par conséquent, le ministre des affaires étrangères de la république d'Hawaï, Ernest Augustus Mott-Smith, annonce les funérailles royales aux agents consulaires étrangers à Honolulu. Son corps est déposé sur le site Kawaiahaʻo. L'église Kawaiahaʻo est ouverte au public et les funérailles sont célébrées par l'évêque anglican Alfred Willis, le 2 juillet. Après le service, un cortège funèbre d'État accompagne la dépouille pour l'enterrer au mausolée royal de Mauna ʻAla. Parmi les membres de la société hawaïenne, présents à son cortège funèbre, se trouvent l'ancienne famille royale : ses neveux les princes Kawānanakoa et Kūhiō, son beau-frère Archibald Scott Cleghorn et sa belle-sœur Liliʻuokalani. Des représentants de la république d'Hawaï, dont le président Sanford B. Dole, des membres de l'armée et de la marine américaines assistent également à la cérémonie,.
Elle est enterrée dans le mausolée, rejoignant son mari et le reste de la Maison de Kalākaua,. Le 24 juin 1910, lors d'une cérémonie officielle, organisée par Liliʻuokalani, ses restes et ceux de la famille de son mari sont transférés, pour une dernière fois, dans la crypte souterraine Kalākaua après que le bâtiment principal du mausolée ait été transformé en chapelle,,,.

## Héritage
La maternité Kapiʻolani existe aujourd'hui sous le nom de Kapiʻolani Medical Center for Women and Children. Le parc Kapiʻolani à Waikīkī est nommé d'après la reine par son mari Kalākaua. Elle est également l'éponyme du boulevard Kapiʻolani, du collège communautaire Kapiolani et de nombreuses entreprises d'Honolulu.
L'une de ses contributions les plus remarquables à la musique hawaïenne est une chanson d'amour, Ka Ipo Lei Manu, qu'elle a composée pour son mari. Kalākaua est mort à San Francisco avant qu'il n'ait pu entendre la chanson de sa reine.
Un portrait de la reine Kapiʻolani, peint en août 1884 par Charles Furneaux, est accroché sur un mur du palais ʻIolani.